# مرحله مقدماتی جام جهانی فوتبال ۲۰۲۲ (کونکاکاف)
مرحله مقدماتی جام جهانی فوتبال ۲۰۲۲ منطقه کونکاکاف ( آمریکا شمالی و مرکزی ) با حضور ۳۵ کشور از ۲۴ مارس ۲۰۲۱ تا ۳۰ مارس ۲۰۲۲ برگزار می‌شود.
در پایان سه تیم کانادا ، مکزیک و آمریکا راهی جام جهانی شدند و کاستاریکا به پلی آف بین کنفدراسیون ها رفت .

## نحوه انجام این بازی ها
این بازی‌ها ابتدا در دور اول و سپس در دور دوم انجام می‌شوند. در دور اول و دوم در ۶ گروه ۵ تیمی با انجام یک بازی سرگروه ها به دور سوم صعود می‌کنند. در دور سوم تیم‌ها با توجه به بازی‌های رفت و برگشتی باید ۱۴ بازی انجام دهند تا ۳ تیم یا ۴ تیم (در صورت تفاضل مورد نیاز) به جام جهانی فوتبال ۲۰۲۲ صعود کنند.

## شرکت کنندگان
| حضور از دور دوم (رده‌های ۱ تا ۵ کونکاکاف)                                                     | حضور از دور اول (رده‌های ۶ تا ۳۵ کونکاکاف) |
| -------------------------------------------------------------------------------------------- | --- |
| 1. مکزیک (۱۱) 2. ایالات متحده آمریکا (۲۲) 3. کاستاریکا (۴۶) 4. جامائیکا (۴۸) 5. هندوراس (۶۲) | 1. السالوادور (۶۹) 2. کانادا (۷۳) 3. کوراسائو (۸۰) 4. پاناما (۸۱) 5. هائیتی (۸۶) 6. ترینیداد و توباگو (۱۰۵) 7. آنتیگوآ و باربودا (۱۲۶) 8. گواتمالا (۱۳۰) 9. سنت کیتس و نویس (۱۳۹) 10. سورینام (۱۴۱) 11. نیکاراگوئه (۱۵۱) 12. دومینیکن (۱۵۸) 13. گرنادا (۱۵۹) 14. باربادوس (۱۶۲) 15. گویان (۱۶۶) 16. سنت وینسنت و گرنادین‌ها (۱۶۷) 17. برمودا (۱۶۸) 18. بلیز (۱۷۰) 19. سنت لوسیا (۱۷۶) 20. پورتوریکو (۱۷۸) 21. کوبا (۱۷۹) 22. مونتسرات (۱۸۳) 23. دومینیکا (۱۸۴) 24. جزایر کیمن (۱۹۳) 25. باهاما (۱۹۵) 26. آروبا (۲۰۰) 27. جزایر تورکس و کایکوس (۲۰۳) 28. جزایر ویرجین ایالات متحده (۲۰۷) 29. جزایر ویرجین انگلستان (۲۰۸) 30. آنگویلا (۲۱۰) |

## مرحله سوم
در این مرحله ۸ تیم برتر مرحلهٔ قبلی در یک گروه به رقابت می‌پردازند و سه تیم نخست گروه به صورت مستقیم به جام جهانی صعود خواهند کرد و تیم چهارم نیز به مصاف برنده مرحلهٔ چهارم (پلی-آف) منطقه آسیا خواهد رفت تا در آن مسابقه وضعیت یک سهمیه نصفهٔ هر دو منطقه مشخص شود. این بازی‌ها در سوم سپتامبر ۲۰۲۱ شروع می‌شود و مسابقات به صورت رفت و برگشتی خواهد بود.
| رتبه | تیم                 | بازی | ب | م | ش  | گ.ز | گ.خ | ت.گ | امتیاز | دستاورد               |
| ---- | ------------------- | ---- | - | - | -- | --- | --- | --- | ------ | --------------------- |
| ۱    | کانادا              | ۱۴   | ۸ | ۴ | ۲  | ۲۳  | ۷   | ۱۶  | ۲۸     | صعود به جام جهانی۲۰۲۲ |
| ۲    | مکزیک               | ۱۴   | ۸ | ۴ | ۲  | ۱۷  | ۸   | ۹   | ۲۸     | صعود به جام جهانی۲۰۲۲ |
| ۳    | ایالات متحده آمریکا | ۱۴   | ۷ | ۴ | ۳  | ۲۱  | ۱۰  | ۱۱  | ۲۵     | صعود به جام جهانی۲۰۲۲ |
| ۴    | کاستاریکا           | ۱۴   | ۷ | ۴ | ۳  | ۱۳  | ۸   | ۵   | ۲۵     | صعود به مرحله پلی آف  |
| ۵    | پاناما              | ۱۴   | ۶ | ۳ | ۵  | ۱۷  | ۱۹  | ۲-  | ۲۱     | حذف                   |
| ۶    | جامائیکا            | ۱۴   | ۲ | ۵ | ۷  | ۱۲  | ۲۲  | ۱۰- | ۱۱     | حذف                   |
| ۷    | السالوادور          | ۱۴   | ۲ | ۴ | ۸  | ۸   | ۱۸  | ۱۰- | ۱۰     | حذف                   |
| ۸    | هندوراس             | ۱۴   | ۰ | ۴ | ۱۰ | ۷   | ۲۶  | ۱۹- | ۴      | حذف                   |